# Pernagera gatliffi
Pernagera gatliffi é uma espécie de gastrópode  da família Charopidae.
É endémica da Austrália.